# لوکاس الساندریا
لوکاس الساندریا (انگلیسی: Lucas Alessandría؛ زادهٔ ۵ آوریل ۱۹۷۸) بازیکن فوتبال اهل آرژانتین است.
از باشگاه‌هایی که در آن بازی کرده‌است می‌توان به باشگاه فوتبال پومفرادینا، باشگاه فوتبال اتلتیکو تیگره، باشگاه فوتبال لانوس، و باشگاه فوتبال لگانس اشاره کرد.
وی همچنین در تیم ملی فوتبال Argentina U-23 بازی کرده‌است.